# Kabinet-Röell
Het kabinet-Röell was een Nederlands behoudend liberaal kabinet dat regeerde van 9 mei 1894 tot 27 juli 1897. Dit anti-Takkiaanse kabinet bestond voor het merendeel uit liberalen. De katholieken krijgen in ruil voor steun aan het kabinet één minister. Het lukt minister Samuel van Houten een nieuwe Kieswet in te voeren, die minder ver gaat dan het voorstel van Tak, maar wel leidt tot groei van het aantal (mannelijke) kiezers.
Het kabinet weet een aantal belangrijke wetten tot stand te brengen, waaronder een regeling voor de financiële verhouding tussen gemeenten en Rijk. In 1897 treedt het kabinet aan de vooravond van de verkiezingen af, omdat het zijn taak als volbracht beschouwt.

## Bijzonderheden
Tijdens deze kabinetsperiode is er een economische crisis, die vooral de landbouw treft.
De nieuwe Kieswet van Van Houten is ingewikkelder dan het voorstel van Tak van Poortvliet uit 1894. De wet omschrijft welke criteria er gelden als kentekenen van geschiktheid en welstand. Het betalen van belasting blijft het voornaamste vereiste voor het verkrijgen van het kiesrecht. Daarnaast komen er echter - maar in veel geringere mate - huur-, loon-, spaar- en examenkiezers. Dat zijn kiezers die een bepaald bedrag aan huur betalen of loon ontvangen, dan wel spaargeld bezitten of bepaalde examens hebben afgelegd.
De grote steden die tot nu toe één kiesdistrict met meerdere afgevaardigden omvatten, worden gesplitst in enkelvoudige districten. Voortaan moeten kiezers naar een stemlokaal en krijgen ze pas daar het stembiljet uitgereikt. Het aantal kiezers wordt verdubbeld van 300.000 naar 600.000. Naarmate de welvaart stijgt, zal ook het aantal kiezers verder toenemen.

## Ambtsbekleders
| Ambtsbekleders                           | Ambtsbekleders           | Ambtsbekleders                                  | Ministers / Ministerie | Ministers / Ministerie           | Termijn                   | Partij                     |
| ---------------------------------------- | ------------------------ | ----------------------------------------------- | ---------------------- | -------------------------------- | ------------------------- | -------------------------- |
|                                          | J. (Joan) Röell          | jhr.mr. J. (Joan) Röell (1844–1914)             | Voorzitter             | Voorzitter                       | 9 mei 1894 – 27 juli 1897 | O (Oud- Liberaal)          |
| Minister                                 | J. (Joan) Röell          | jhr.mr. J. (Joan) Röell (1844–1914)             | Buitenlandse Zaken     |                                  | 9 mei 1894 – 27 juli 1897 | O (Oud- Liberaal)          |
|                                          | S. (Samuel) van Houten   | mr. S. (Samuel) van Houten (1837–1930)          | Minister               | Binnenlandse Zaken               | 9 mei 1894 – 27 juli 1897 | O (Oud- Liberaal)          |
|                                          | J.P. Sprenger van Eyk    | mr. J.P. Sprenger van Eyk (1842–1907)           | Minister               | Financiën                        | 9 mei 1894 – 27 juli 1897 | O (Conservatief- Liberaal) |
|                                          | W. (Willem) van der Kaay | mr. W. (Willem) van der Kaay (1831–1918)        | Minister               | Justitie                         | 9 mei 1894 – 27 juli 1897 | O (Oud- Liberaal)          |
|                                          | Ph.W. van der Sleyden    | Ph.W. van der Sleyden (1842–1923)               | Minister               | Waterstaat, Handel en Nijverheid | 9 mei 1894 – 27 juli 1897 | O (Oud- Liberaal)          |
|                                          | C.D.H. Schneider         | luitenant-generaal C.D.H. Schneider (1832–1925) | Minister               | Oorlog                           | 9 mei 1894 – 27 juli 1897 | RK                         |
|                                          | H.M. van der Wijck       | jhr. H.M. van der Wijck (1843–1932)             | Minister               | Marine                           | 9 mei 1894 – 27 juli 1897 | O (Liberaal)               |
|                                          | J.H. Bergsma             | mr. J.H. Bergsma (1838–1915)                    | Minister               | Koloniën                         | 9 mei 1894 – 27 juli 1897 | O (Oud- Liberaal)          |
| Bron: Kabinet-Röell Parlement & Politiek |                          |                                                 |                        |                                  |                           |                            |

Schimmelpenninck ·
De Kempenaer-Donker Curtius ·
Thorbecke I ·
Van Hall-Donker Curtius ·
Van der Brugghen ·
Rochussen ·
Van Hall-Van Heemstra ·
Van Zuylen van Nijevelt-Van Heemstra ·
Thorbecke II ·
Fransen van de Putte ·
Van Zuylen van Nijevelt ·
Van Bosse-Fock ·
Thorbecke III ·
De Vries-Fransen van de Putte ·
Heemskerk-Van Lynden van Sandenburg ·
Kappeyne van de Coppello ·
Van Lynden van Sandenburg ·
Heemskerk Azn. ·
Mackay ·
Van Tienhoven ·
Röell ·
Pierson ·
Kuyper ·
De Meester ·
Heemskerk ·
Cort van der Linden ·
Ruijs de Beerenbrouck I ·
Ruijs de Beerenbrouck II ·
Colijn I ·
De Geer I ·
Ruijs de Beerenbrouck III ·
Colijn II ·
Colijn III ·
Colijn IV ·
Colijn V ·
De Geer II ·
Gerbrandy I ·
Gerbrandy II ·
Gerbrandy III ·
Schermerhorn-Drees ·
Beel I ·
Drees-Van Schaik ·
Drees I ·
Drees II ·
Drees III ·
Beel II* ·
De Quay ·
Marijnen ·
Cals ·
Zijlstra* ·
De Jong ·
Biesheuvel I ·
Biesheuvel II* ·
Den Uyl ·
Van Agt I ·
Van Agt II ·
Van Agt III* ·
Lubbers I ·
Lubbers II ·
Lubbers III ·
Kok I ·
Kok II ·
Balkenende I ·
Balkenende II ·
Balkenende III* · 
Balkenende IV ·
Rutte I ·
Rutte II · 
Rutte III ·
Rutte IV ·  
Schoof

* rompkabinet